# Einsiedel (Adelsgeschlecht)

Wappen derer von Einsiedel

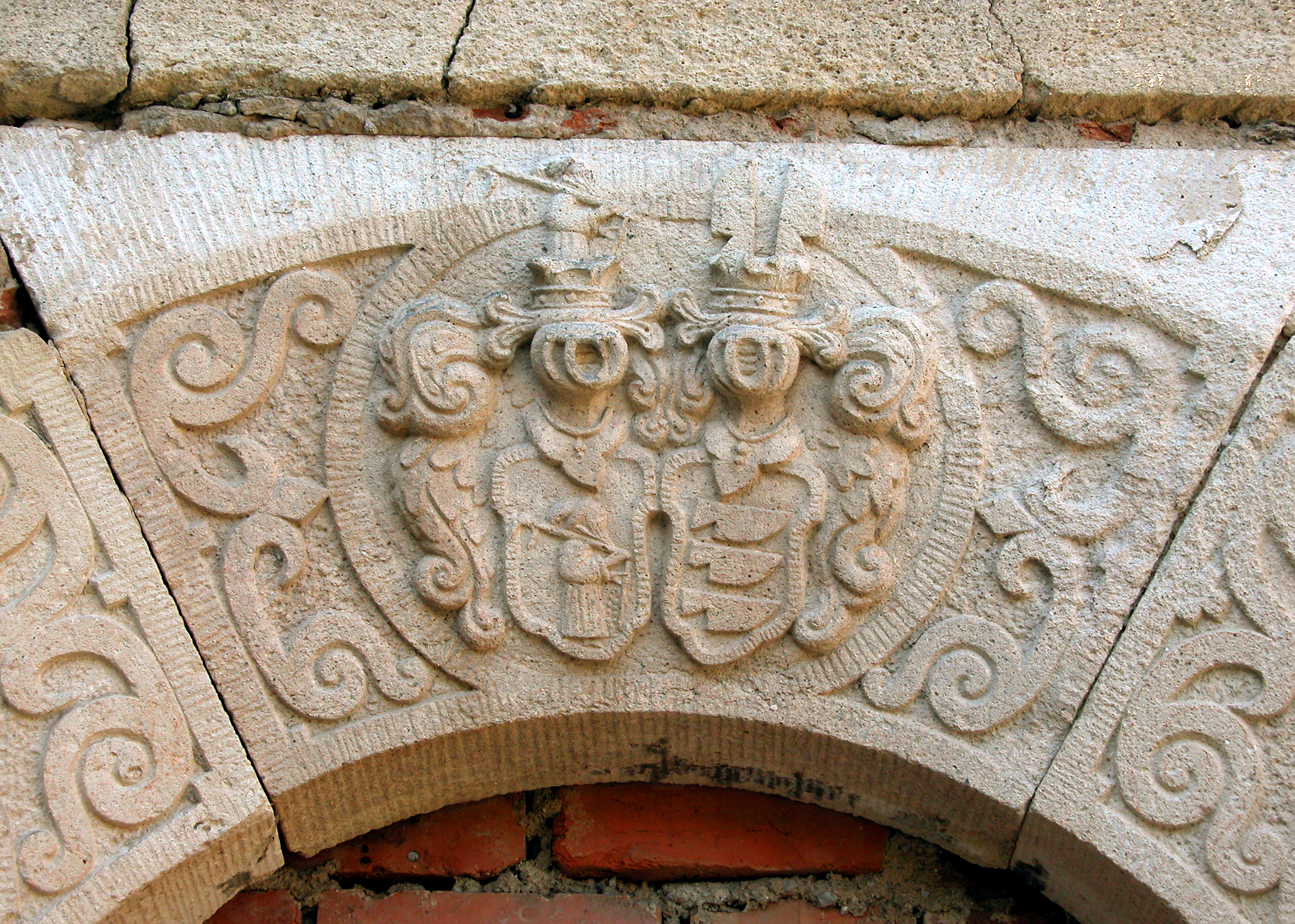
Allianzwappen an Schloss Syhra

Einsiedel ist der Name eines meißnischen Uradelsgeschlechts, das mit Guntherus de Einsedelen 1299 als Burgmann von Schapa (Zschopau) erstmals urkundlich erwähnt wird. Das Geschlecht erwarb im Mittelalter und in späterer Zeit zahlreiche sächsische Burgen und Schlösser als Eigen- oder Lehnsbesitz und besteht in verschiedenen Linien und Zweigen bis heute.
Die Wolkenburger Linie wurde 1745 in den Reichsgrafenstand erhoben.

## Geschichte
Nach bisherigem Kenntnisstand liegt der Ursprung der Familie im Benediktinerkloster Einsiedeln im heutigen Schweizer Kanton Schwyz. Es wird angenommen, dass dort um 1290 der Ahnherr der Familie „mit König Rudolf von Habsburg als Ritter von Einsiedel – aus der Schutzmannschaft des Klosters stammend – mit in das Pleißenland gezogen sei“. Dieser, auf der Burg Zschopau der Herren von Erdmannsdorf bewaffneten Dienst als Burgmann leistende Guntherus de Einsedelen wird 1299 als Burgmann von Schapa (Zschopau) und Zeuge in einer Urkunde der Ritter von Erdmannsdorf für das Kloster Buch bei Leisnig erstmals urkundlich erwähnt. Er behielt jedoch seinen Herkunftsnamen bei und benannte sich nicht nach seinem neuen Dienstsitz im mittleren Erzgebirge.
1307 tritt ein Petrus de Einsedeln erneut in einer in Zschopau ausgestellten Urkunde der Herren von Erdmannsdorf in Erscheinung, während 1341 ein Puncelinus dictus Eynsedeln in einem Flurstreit in Lohma bei Altenburg urkundlich erscheint. Die zeitgenössische Schreibweise des Familiennamens wechselte zwischen Einseideln, Einsedeln, Einsidlin, Einsedeln, Eynsydeln, Eynsydl, Ainsidel, Eynsedil, Einsidel und der heutigen Schreibweise Einsiedel.
Die direkte Stammreihe beginnt mit dem Ritter Heinrich von Eynsydeln, 1363–1403 urkundlich erwähnt, Gutsherr auf Ehrenberg und Prießnitz sowie Vogt zu Rizemburg (Riesenburg). 1439 werden die Herren von Einsiedel im Erzgebirge als Besitzer von Dörfern, namentlich von Reichenhain, Kemtau, Einsiedel und Erfenschlag genannt. 1455 befand sich außerdem bereits das Gebiet um Gnandstein, Kohren und Sahlis sowie zusätzlich das Dorf Dittersdorf im Lehnsbesitz der Herren von Einsiedel.
Vier Söhne des kursächsischen Geheimrats Heinrich Hildebrand von Einsiedel (1497–1557) auf Gnandstein, Wolftitz, Syhra und Prießnitz waren die Stammväter der vier Linien zu Sahlis, Scharfenstein, Gnandstein und Syhra.
Es werden folgende Linien bzw. „Häuser“ unterschieden:
- Kohren-Sahlis auf Burg Kohren und Rittergut Sahlis: Seit dem 15. Jahrhundert bis 1602. Ende des 18. Jahrhunderts erloschen.

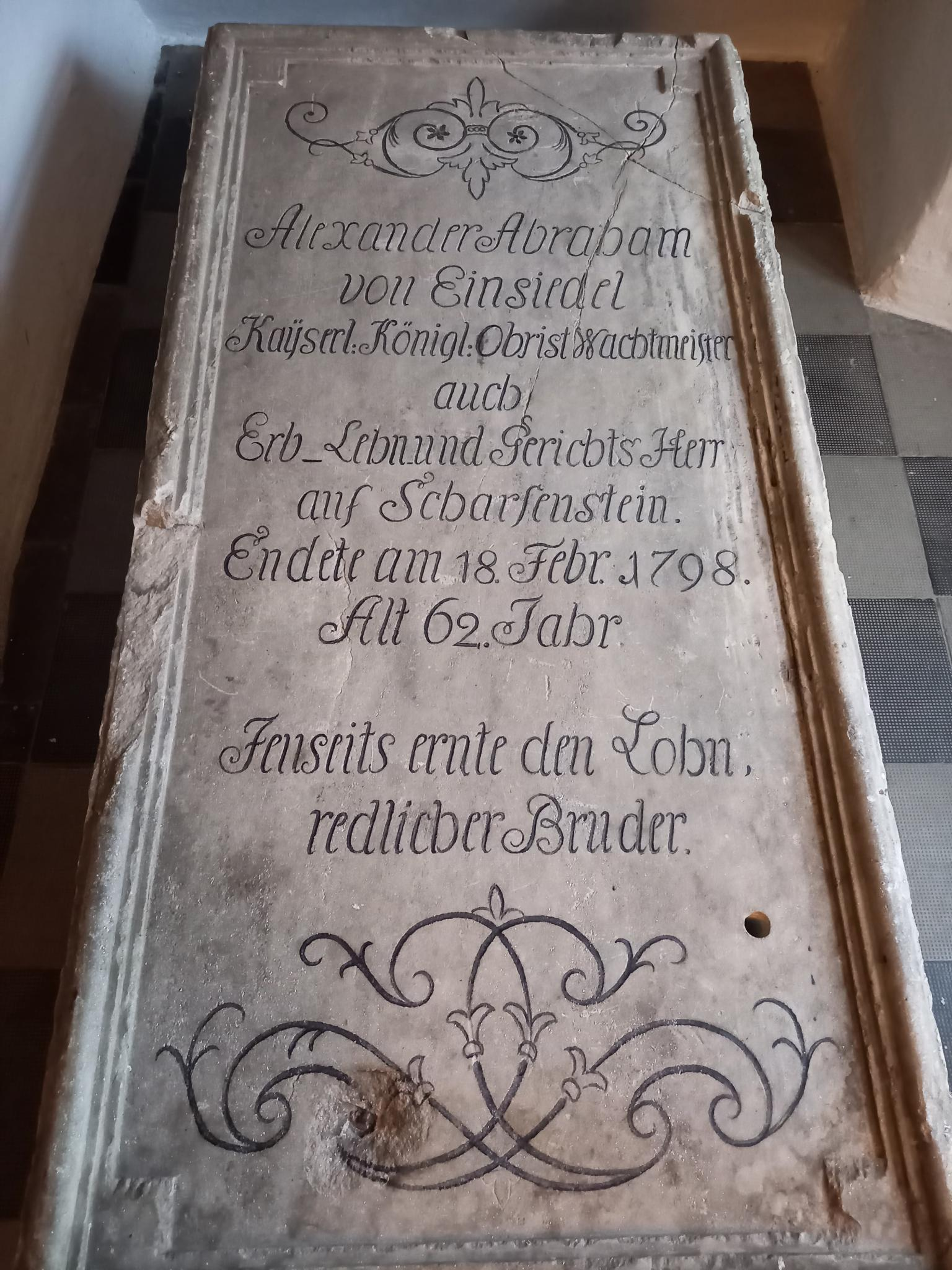
Grabplatte von Alexander von Einsiedel auf der Burg Scharfenstein

- Grabplatte von Alexander von Einsiedel auf der Burg ScharfensteinScharfenstein: Heinrich von Einsiedel (1435–1507), der Besitzer von Gnandstein, Salis, Kohren und Wolfitz, kaufte 1492 die Burg Scharfenstein. Sie blieb bis 1931 in Familienbesitz. Zweiter Besitzer aus der Familie war bis 1535 Heinrich Hildebrand von Einsiedel (1497–1557). Von 1535 bis 1568 war Heinrich Abraham von Einsiedel (1504–1568) Herr auf Scharfenstein. Haubold von Einsiedel (1521–1592), der Kanzler am kursächsischen Hof in Dresden war, übernahm diese Herrschaft und wurde zum Ahnherrn dieser Linie im sächsischen Erzgebirge, die 1652 in die beiden Äste Wolkenburg mit Rudolf Haubold von Einsiedel (1616–1654) und Scharfenstein mit Heinrich Hildebrand von Einsiedel (1622–1675) geteilt wurde. Der Ast Scharfenstein wurde 1680 nochmals in die Zweige Scharfenstein mit Heinrich Hildebrand von Einsiedel (1658–1731), Lumpzig mit Haubold Abraham von Einsiedel (1655–1733) und Weißbach-Dittersdorf mit Curt Heinrich von Einsiedel (1662–1712) geteilt.[5] Eintragung in das königlich sächsische Adelsbuch am 28. November 1913 für den Gutsbesitzer Heinrich Karl Fedor Kurt von Einsiedel (1879–1922), Herr auf Scharfenstein seit 1901 und Grünau.
- Gnandstein: Seit Ende des 14. Jahrhunderts im Besitz derer von Einsiedel. Der erste bekannte Lehnbrief über Gnandstein datiert auf den 8. Mai 1455.[6] Schloss und Gut blieben bis 1945 im Besitz der Familie. Eintragung in das königlich-sächsische Adelsbuch am 27. Juni 1911 für Elise von Einsiedel, geborene Freiin Hiller von Gaertringen, Witwe des herzoglich sachsen-altenburgischen Kammerherrn und königlich-württembergischen Oberstleutnants Ernst von Einsiedel, Gutsherr auf Burg Gnandstein.
- Syhra: Von 1460 bis 1945 im Familienbesitz. Eintragung in das königlich-sächsische Adelsbuch am 26. September 1908 für Kathinka von Einsiedel, geborene Tolberg, Witwe des Gutsbesitzers Reinhard von Einsiedel, Herr auf Syhra sowie Groß und Klein-Zössen, am 8. April 1913 für den Gutsbesitzer und königlich-sächsischen Major Konrad von Einsiedel, Herr auf Hopfgarten und Syhra, und am 28. November 1913 für Ida von Einsiedel, geborene Nitzschke, Witwe des Gutsbesitzers Max von Einsiedel, Herr auf Hopfgarten.
- Prießnitz: Von 1380 bis 1919 im Besitz derer von Einsiedel. Eintragung in das königlich sächsische Adelsbuch am 26. September 1908 für Hugo von Einsiedel, Oberlehrer in Glauchau, am 29. Juni 1911 für den königlich sächsischen Major Haubold von Einsiedel in Dresden, am 28. November 1913 für den praktischen Arzt Gotthard von Einsiedel in Dresden und am 14. Juni 1918 für den Assessor und Syndikus Carl von Einsiedel.
- Wolftitz: Von 1419 bis 1945 im Familienbesitz, ab ca. 1455 auch das Rittergut Hopfgarten. Eintragung in das königlich sächsische Adelsbuch am 26. September 1908 für den herzoglich sachsen-altenburgischen Kammerherrn und königlich sächsischen Rittmeister Horst von Einsiedel, Gutsherr auf Gösen.
- Wolkenburg: Von 1627 bis 1945 im Familienbesitz. Erhebung in den Reichsgrafenstand durch Kurfürst Friedrich August II. von Sachsen als Reichsvikar am 9. September 1745 in Dresden für den königlich-polnischen und kurfürstlich-sächsischen Hofmarschall Johann George von Einsiedel.

Ferner befanden sich im Besitz derer von Einsiedel:
- Herrschaft Weißbach und Dittersdorf (mit ehem. Schloss Dittersdorf) mit Einsiedel (1455–1809)
- Gut Hopfgarten (ca. 1455–1945)
- Güter Schweinsburg und Crimmitschau (1583–1606)
- Gut Großzössen (1606–1871)
- Gut Roschwitz (1614–1736)
- Gut Lumpzig (ca. 1660–1798)
- Gut Hohenkirchen (1684–1793)
- Schloss Ehrenberg (1697–1871)
- Standesherrschaft Reibersdorf (mit beiden (?) Reibersdorfer Schlössern: Altes und Neues Schloss), Oberlausitz (1694 bis 1945) mit Schloss Milkel (1766–1908)
- Ländchen Bärwalde mit Wiepersdorf und Bärwalde (1734–1780) sowie Rotzis (seit 1727)
- Schloss Saathain (1750–1796)
- Schloss Mückenberg (1776–1872), mit der Eisengießerei Lauchhammer
- Schloss Radibor (1854–1924)
- Gut Greitschütz (bei Elstertrebnitz; ? – ?)
- Fideikommiss Benndorf und Bubendorf (1848–1945) mit Gut Gösen (1848–1923)
- Gut Reckershausen in Niedersachsen (seit 1963)
- Schloss Schönach, Oberpfalz (seit Ende 20. Jh.)
- Amtshaus Koldingen in Niedersachsen (seit 1980er Jahre)
- Schloss Arnstein in Hessen (seit 1981)

Die folgenden Besitzungen befanden sich über längere Zeiträume im Eigentum der Familie:

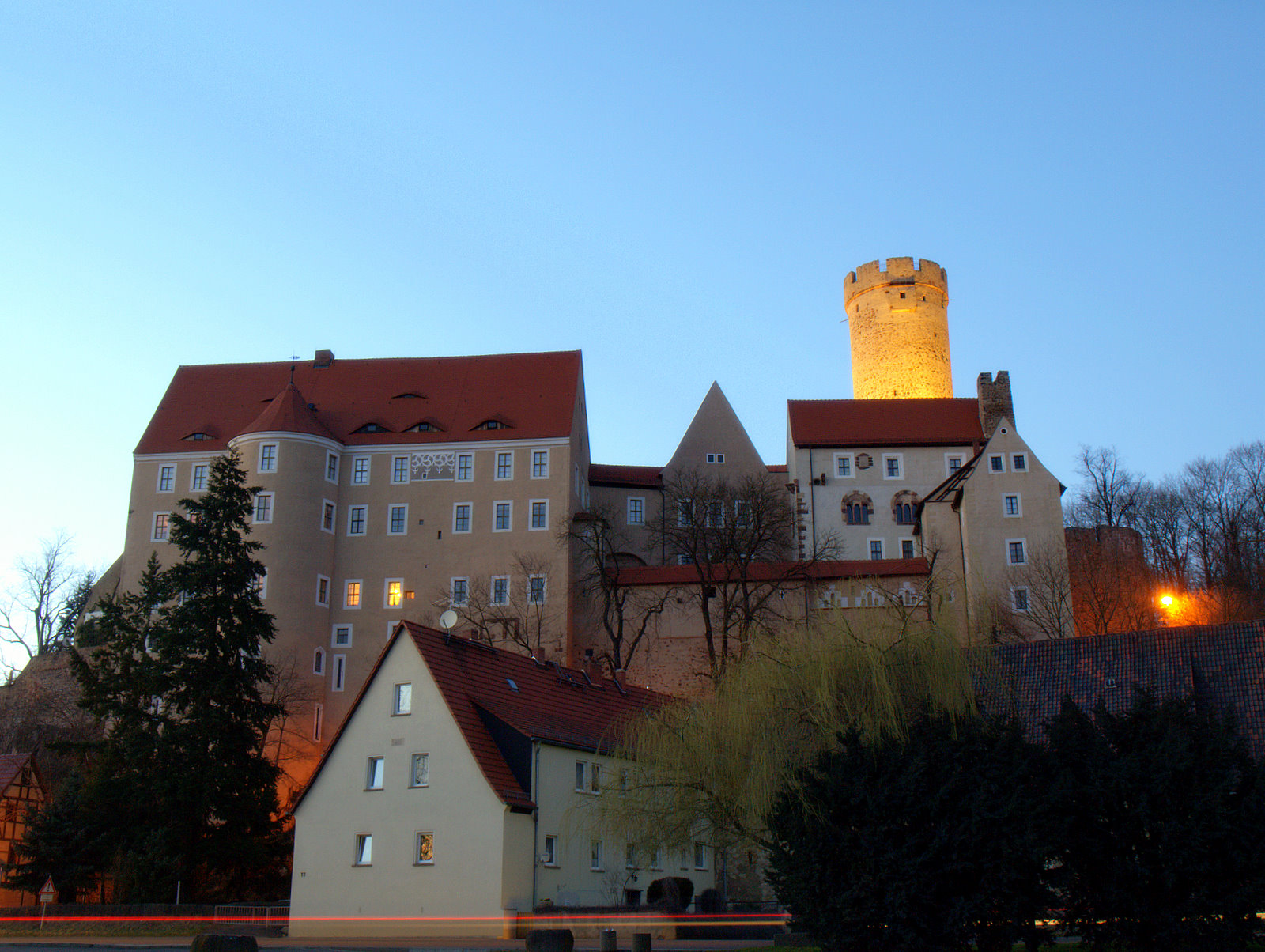
Burg Gnandstein (Ende 14. Jh. bis 1945 im Besitz der Familie)
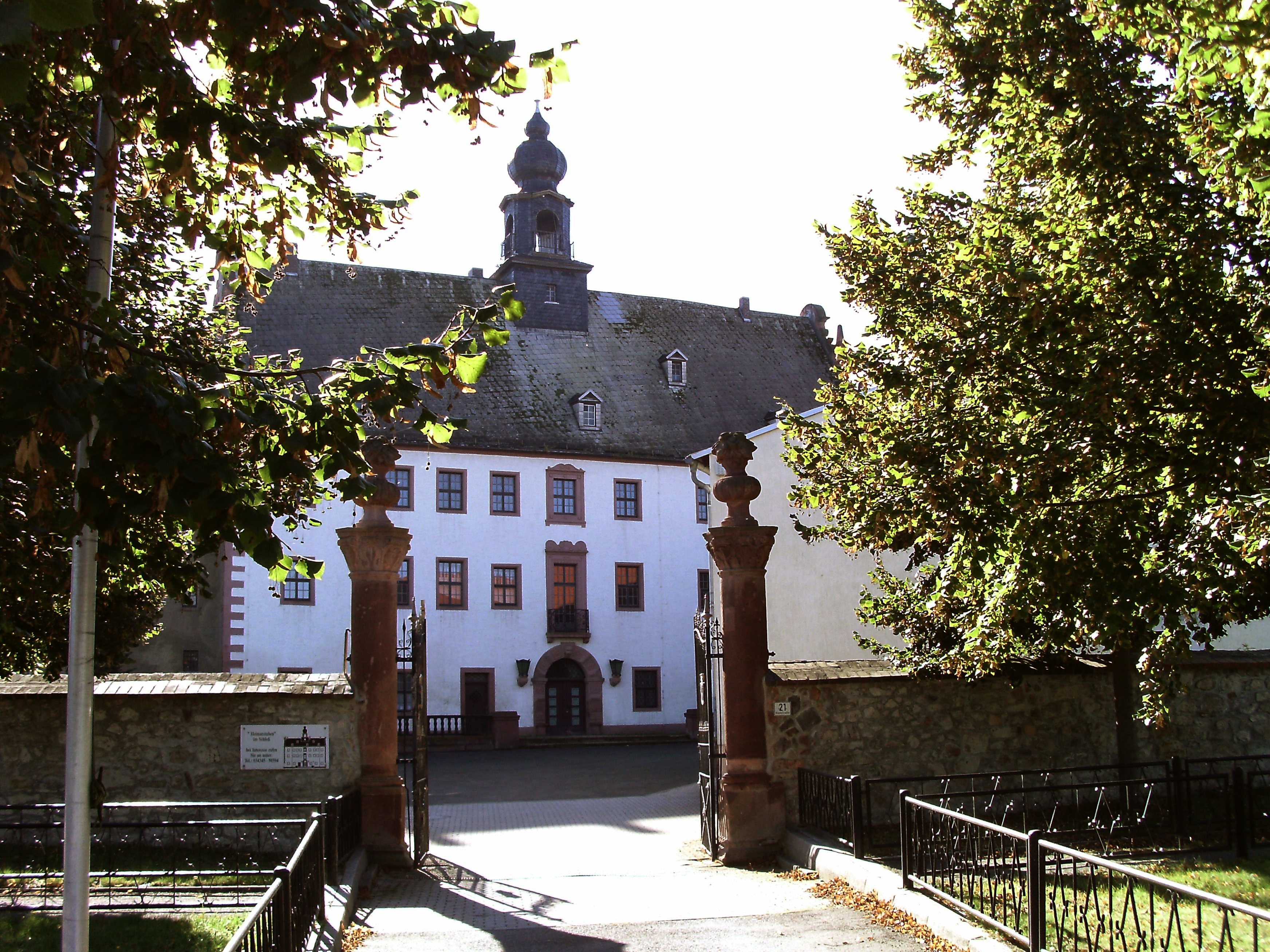
Schloss Prießnitz (1380–1919)
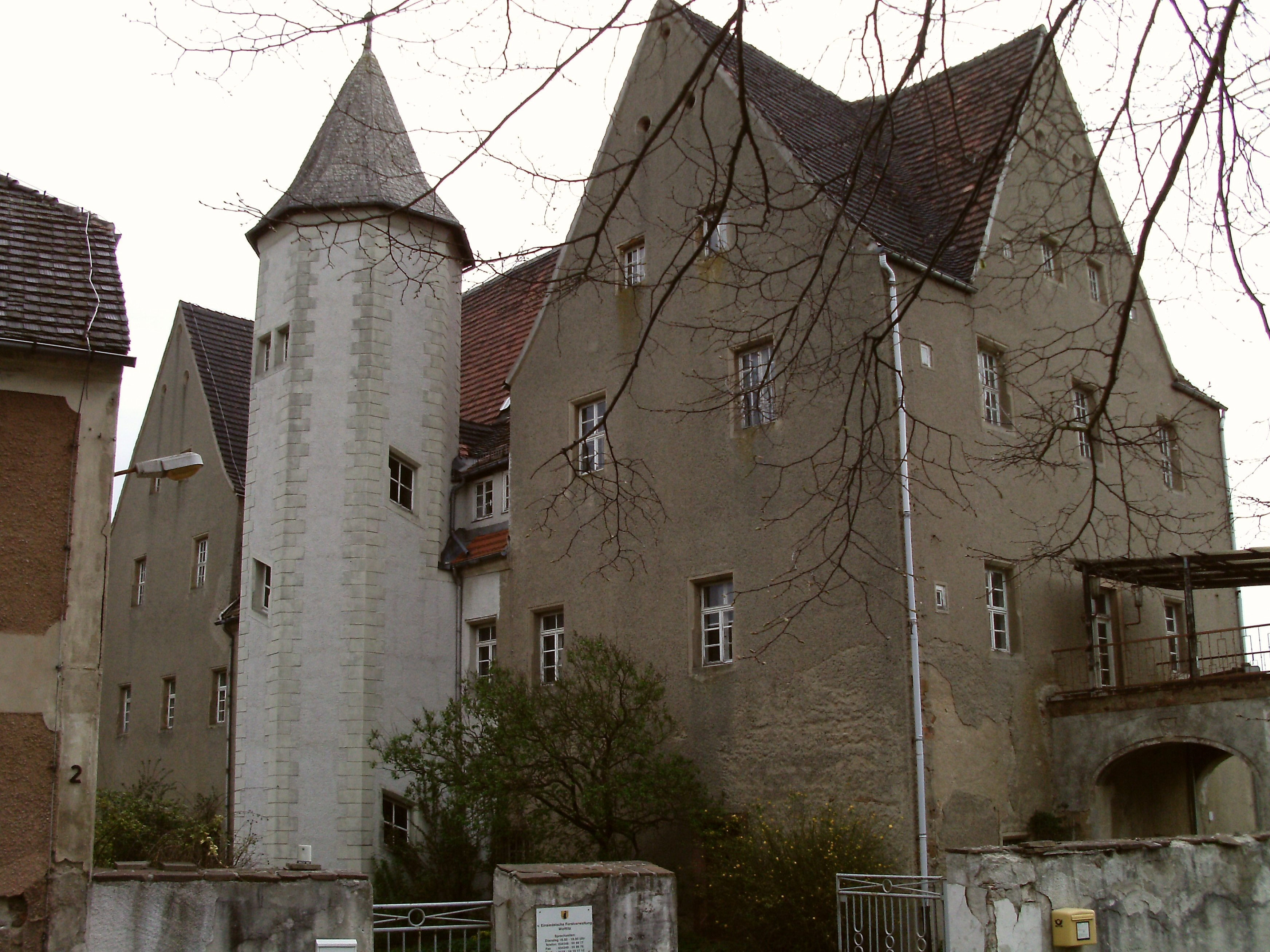
Schloss Wolftitz (1419–1945)
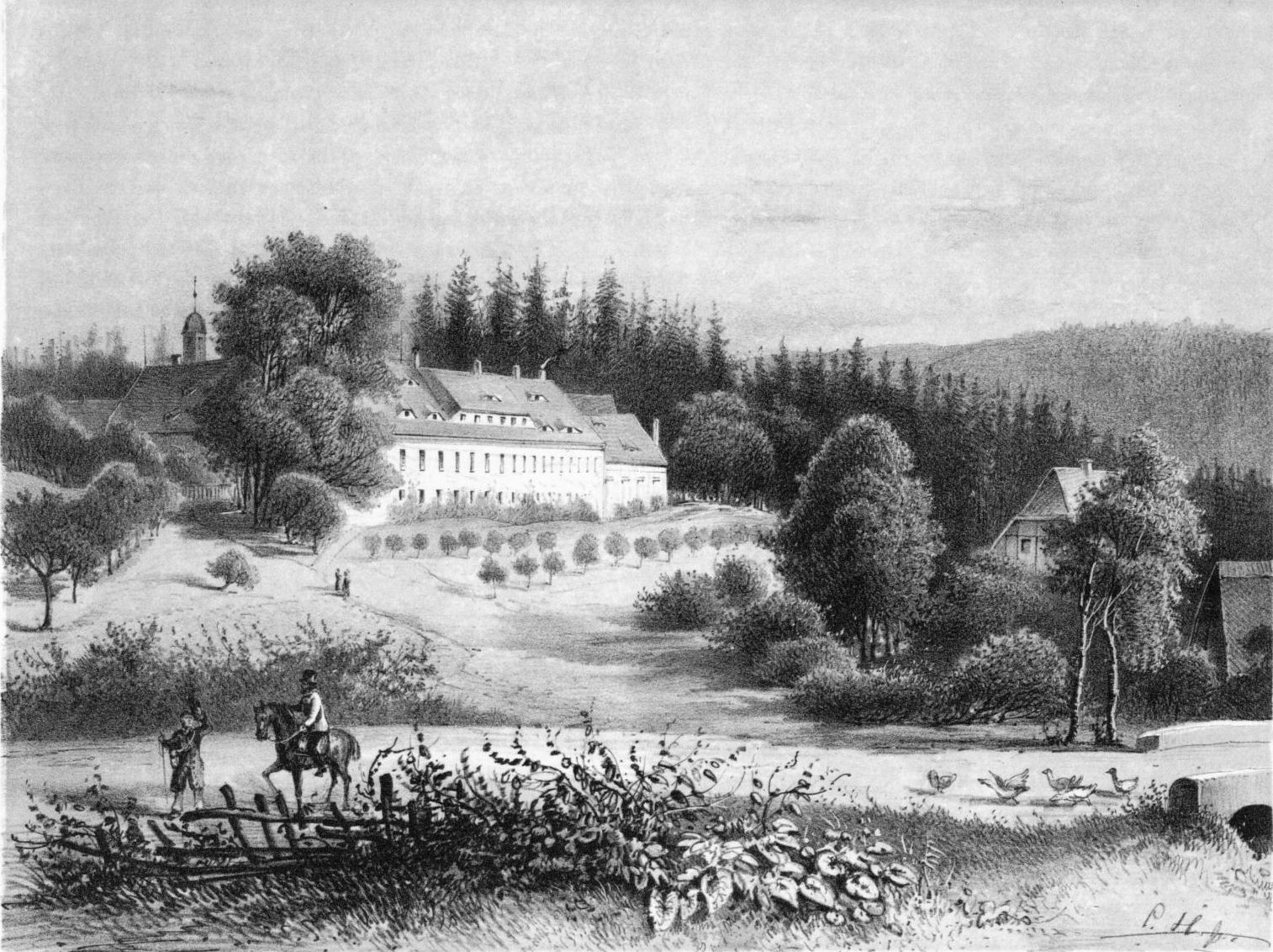
Schloss Dittersdorf (1455–1809)
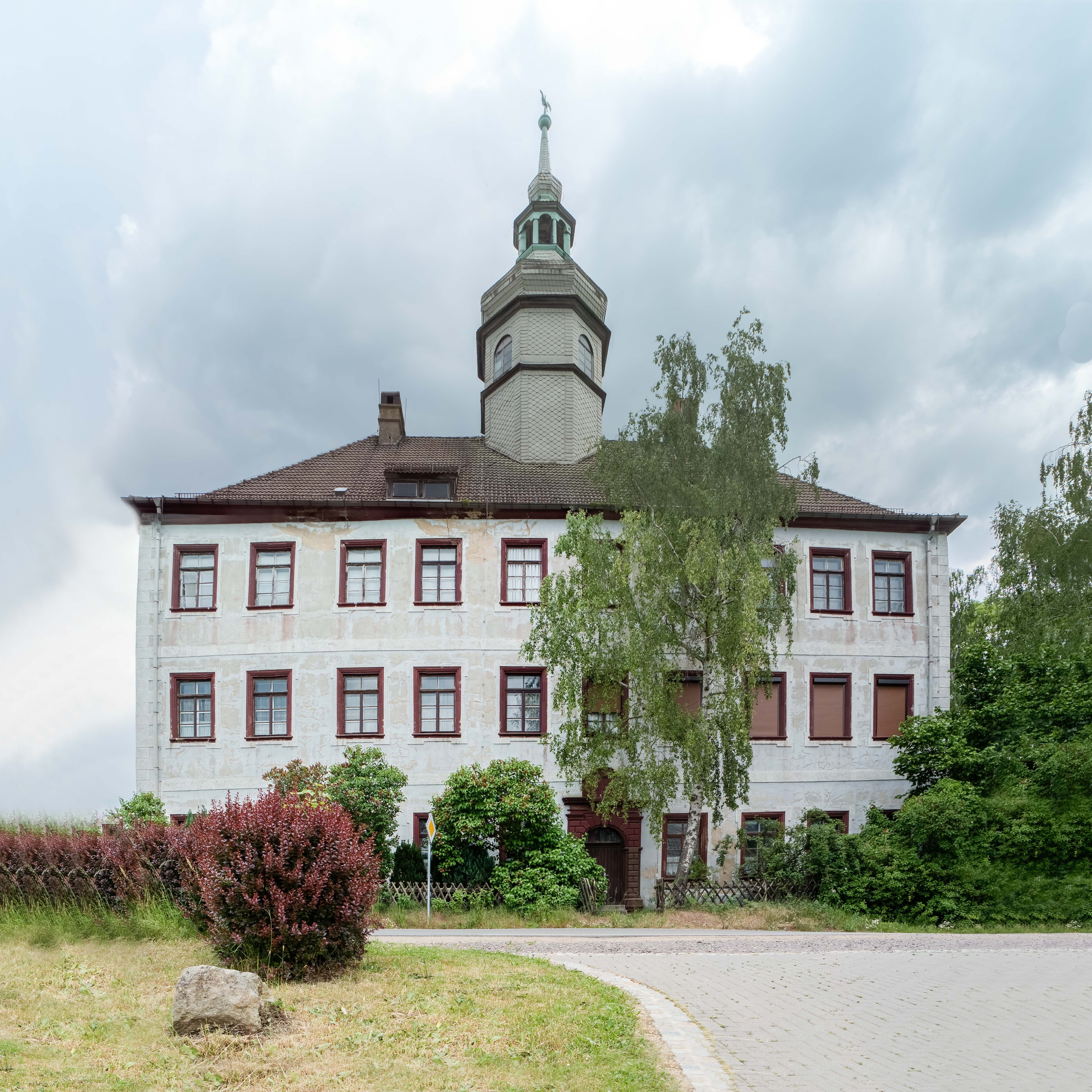
Hopfgarten (ca. 1455–1945)
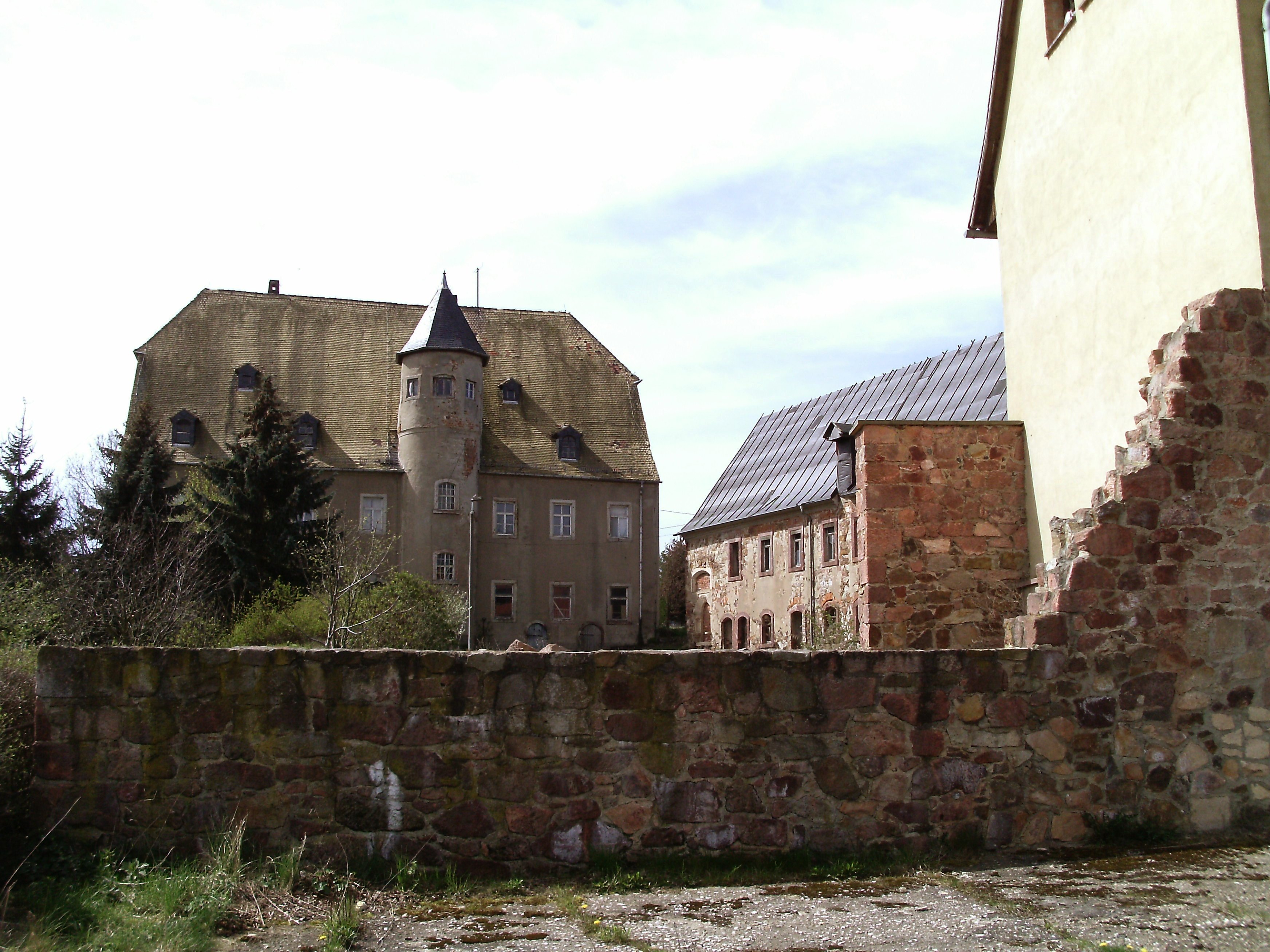
Schloss Syhra (1460–1945)
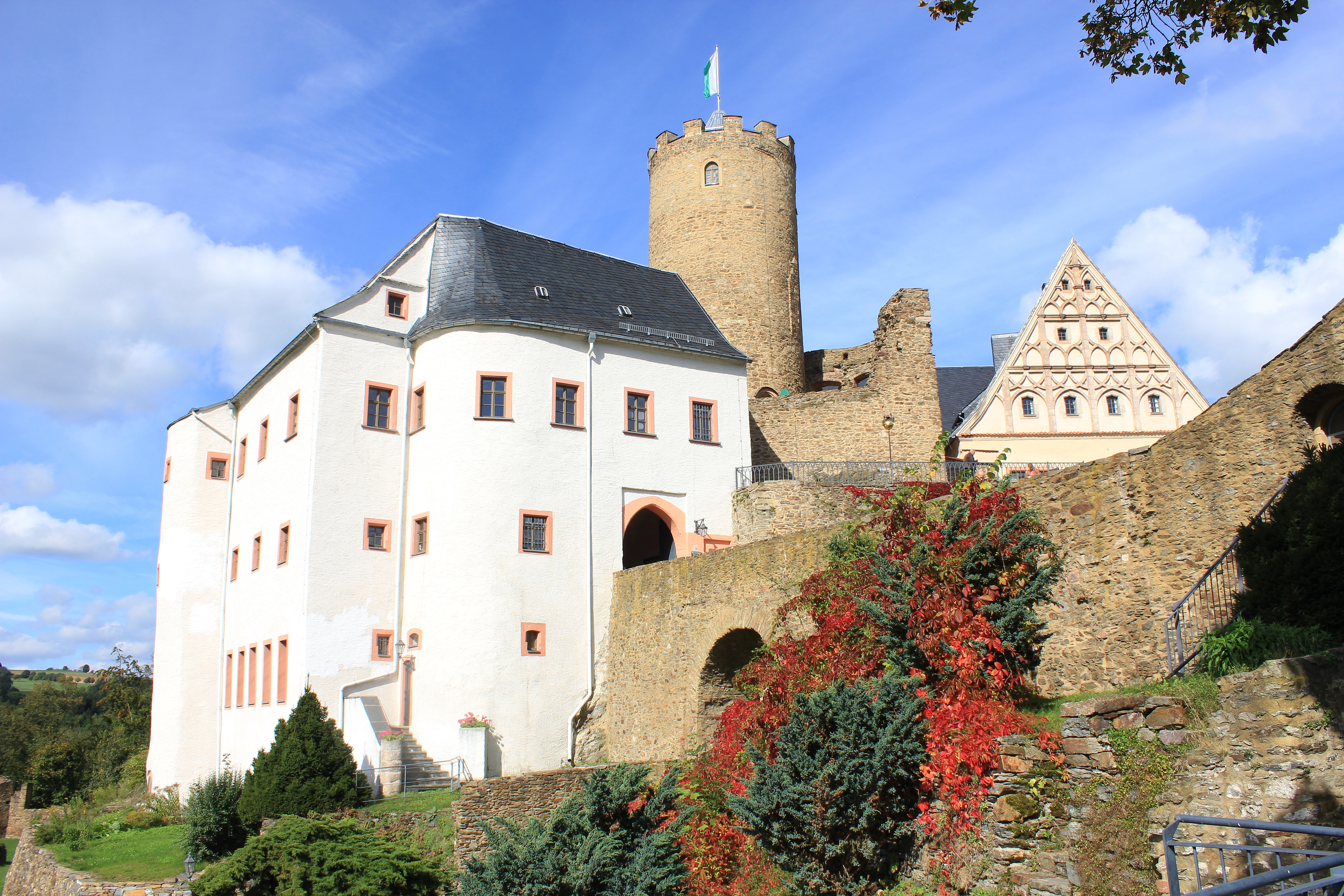
Burg Scharfenstein (1492–1931)
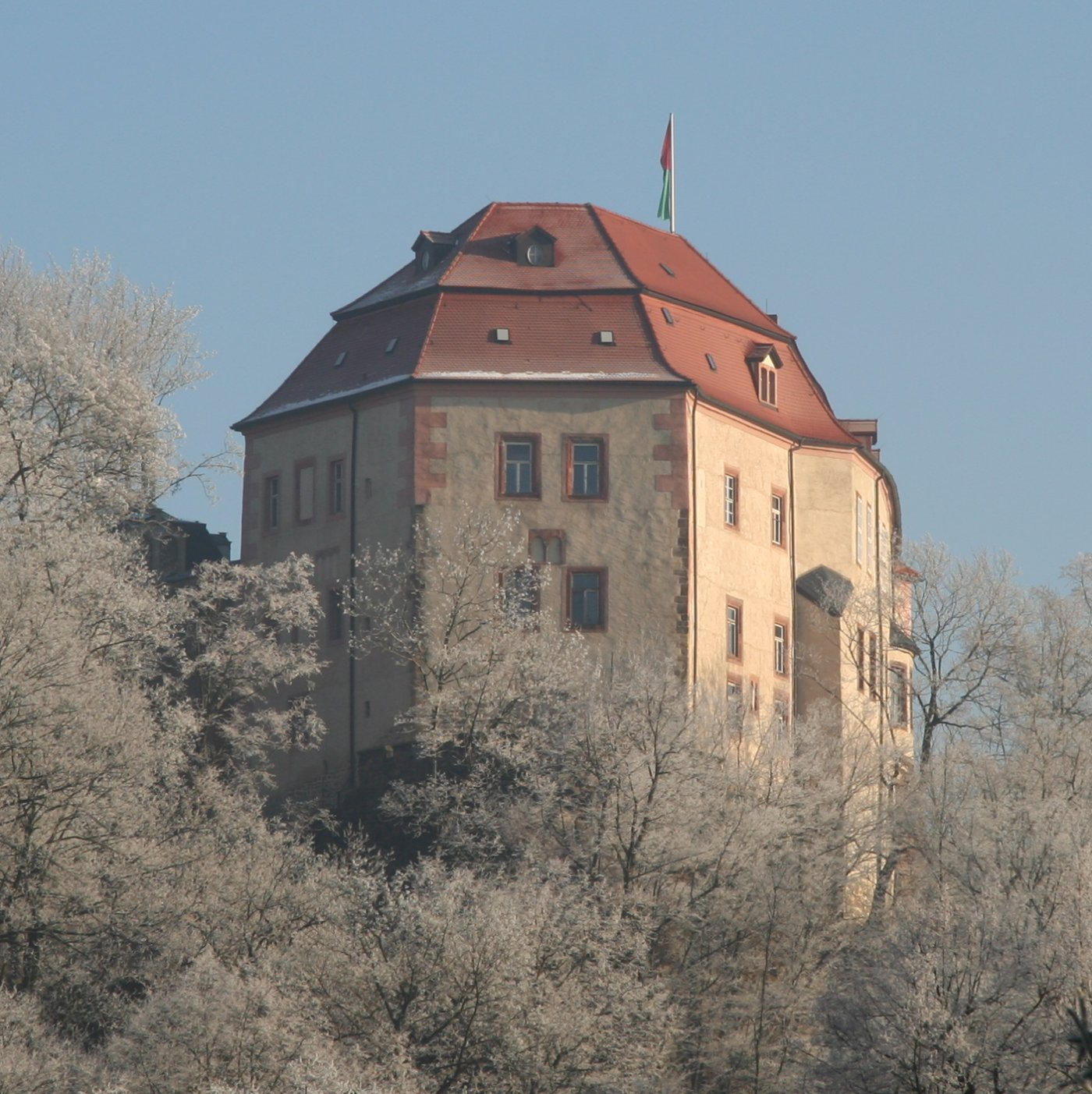
Schloss Wolkenburg (1627–1945)
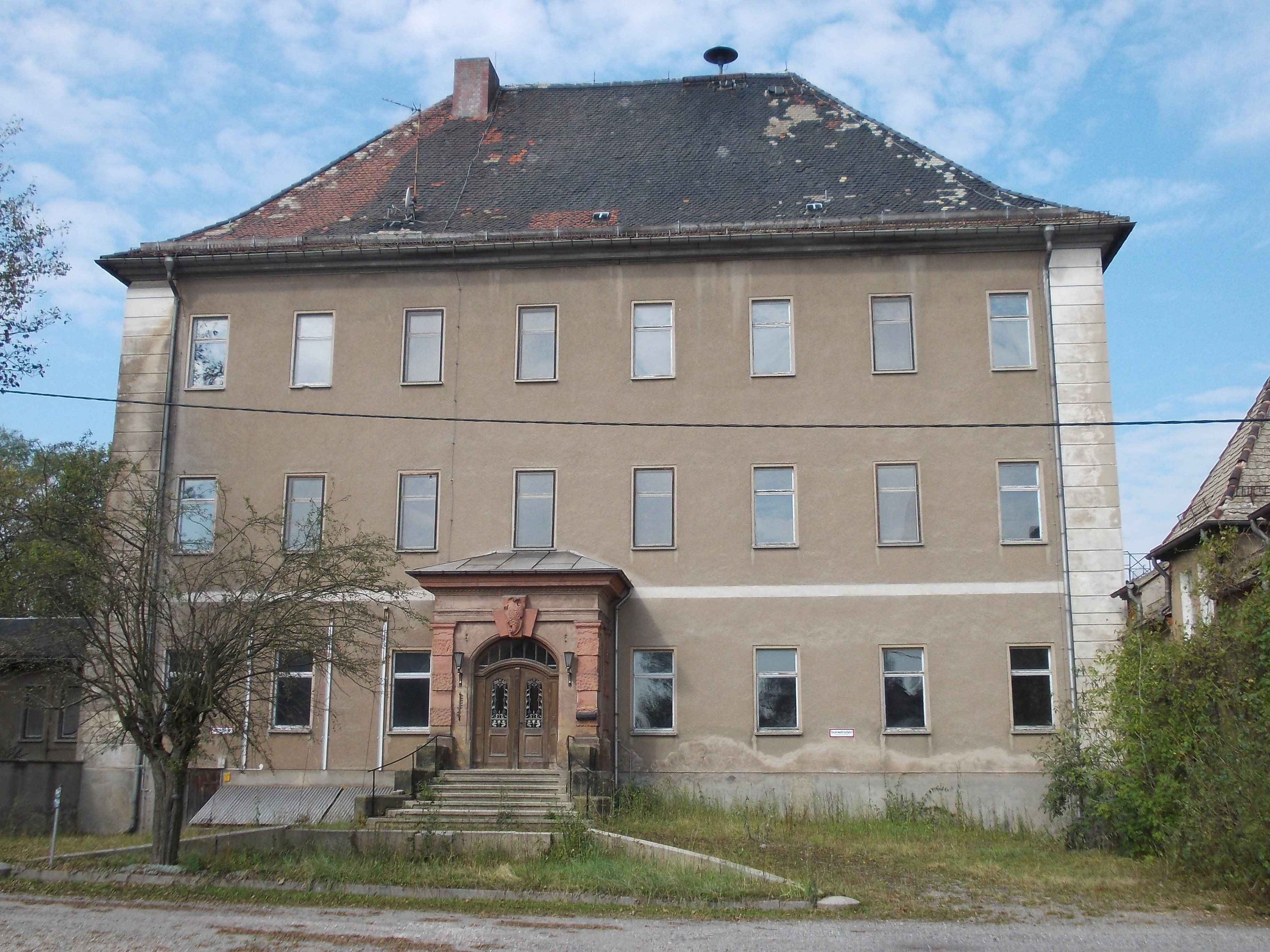
Herrenhaus Lumpzig (ca. 1660–1798)
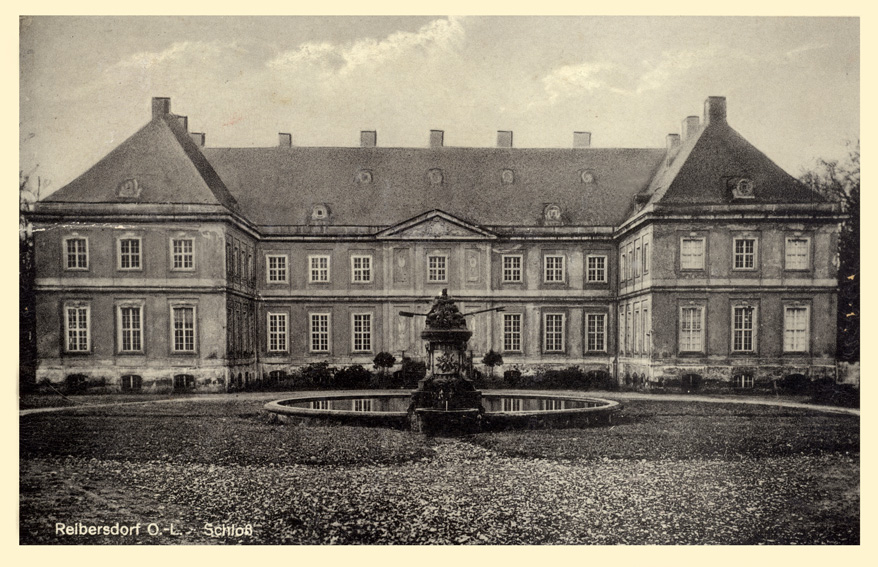
Schloss Reibersdorf, Oberlausitz (1694–1945)
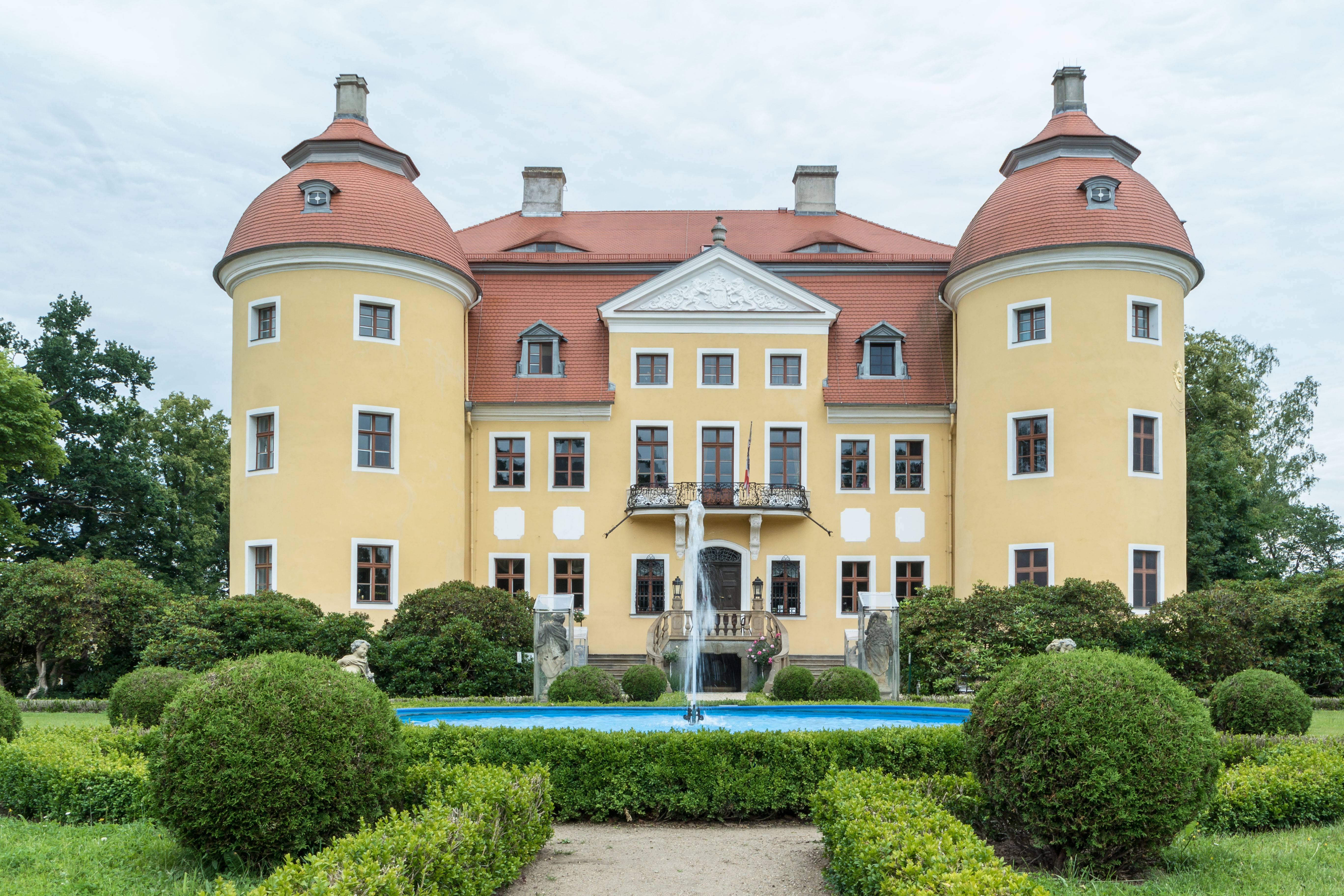
Schloss Milkel (1766–1908)

Einige der traditionsreichen Güter blieben bis zur entschädigungslosen Enteignung in der Sowjetischen Besatzungszone im Jahr 1945 im Besitz verschiedener Linien der Familie. In jüngster Zeit hat die Familie von Einsiedel die Schlösser in Wolftitz und Syhra nebst einem Forstbesitz zurückerworben.

## Wappen
Das Stammwappen zeigt in Gold einen weißbärtigen, barfüßigen Einsiedler in blauer Kutte und silber gestulpter blauer Mütze, der in der rechten Hand das Paternoster von roten Korallen und eine stahlfarbene Axt mit braunem Griff, in der linken eine stahlfarbene zweizinkige Hacke an braunem Griff auf der Schulter trägt. Auf dem Helm mit blau-silbernen Decken der Einsiedler.

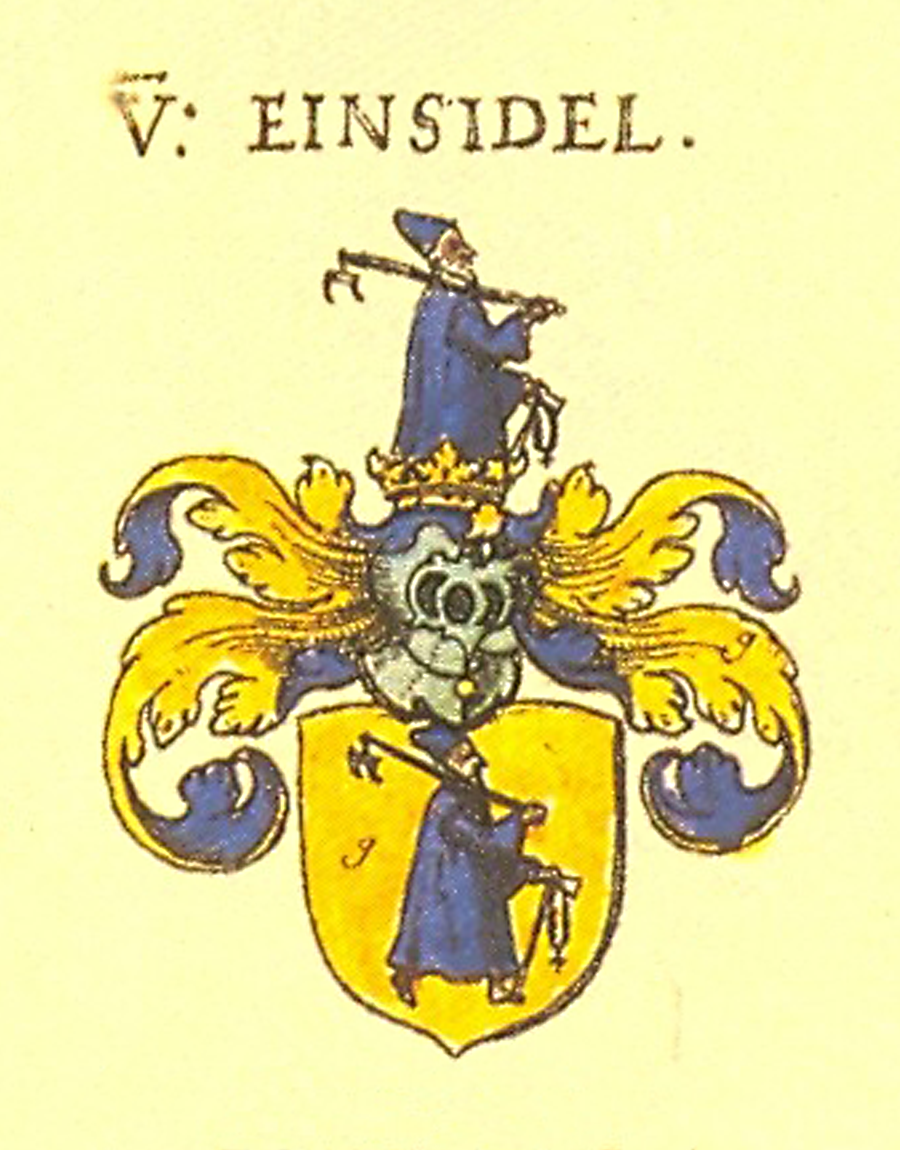
Wappen der Familie Einsiedel aus Siebmachers Wappenbuch von 1605
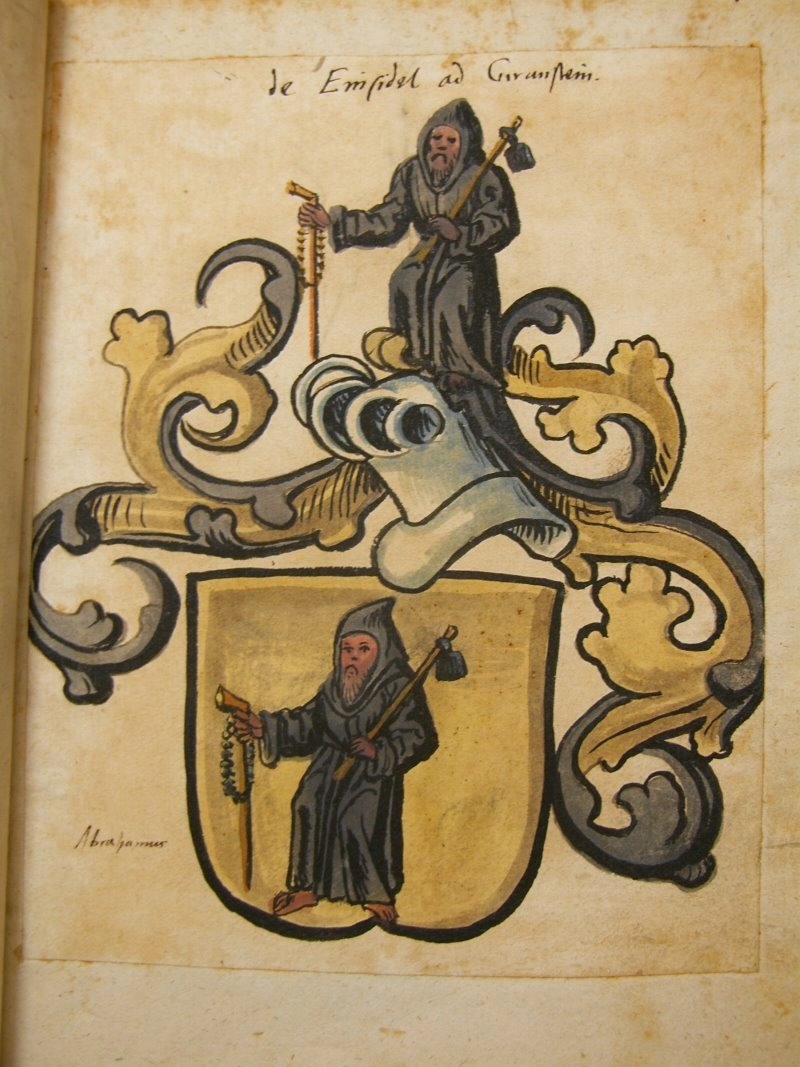
Wappen derer von Einsiedel zu Gnandstein in einem Wappenbuch des 16. Jahrhunderts
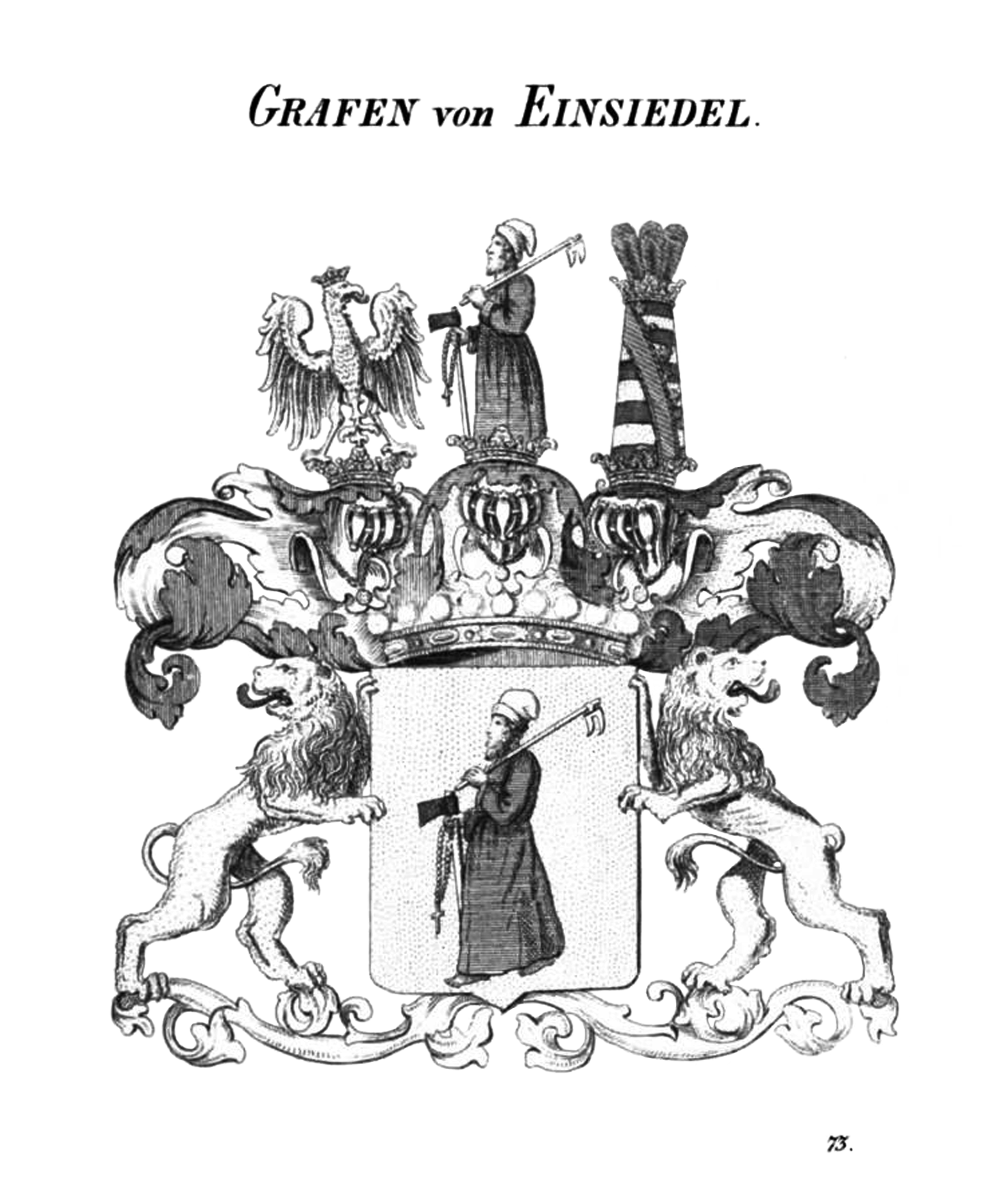
Wappen der Grafen von Einsiedel nach Konrad Tyroff

## Bedeutende Namensträger
- Hildebrand von Einsiedel (Hildebrand I. von Einsiedel; * um 1400; † 1461), kursächsischer Obermarschall
- Heinrich von Einsiedel (1435–1507), Geheimer Rat von Kurfürst Ernst und Herzog Albrecht
- Heinrich Hildebrand von Einsiedel (1497–1557), auf Gnandstein, korrespondierte mit Martin Luther
- Haubold von Einsiedel (1522–1592), Geheimer Rat und kursächsischer Kanzler
- Hildebrand von Einsiedel (1528–1598), kursächsischer Rat und Konsistorialpräsident
- Curt von Einsiedel (1597–1668), Beamter und Diplomat, kursächsischer Gesandter beim Friedenskongress in Münster und Osnabrück
- Heinrich Hildebrand von Einsiedel (1622–1675), kursächsischer Geheimer Rat, Präsident des Appellationsgerichts, Direktor der Landschaft des Fürstentums Altenburg
- Hans Haubold von Einsiedel (1654–1700), Geheimer Rat und Oberhofmeister in Dresden
- Heinrich Hildebrand von Einsiedel (1658–1731), kursächsischer Geheimer Rat und Propst von Altenburg
- Curt Heinrich von Einsiedel (1662–1712), königlich-polnischer und kurfürstlich-sächsischer Geheimer Rat
- Gottfried Emanuel von Einsiedel (1690–1745), preußischer Generalleutnant, Regimentschef des Infanterieregiments Nr. 6
- Johann George Graf von Einsiedel (1692–1760), Erster Hofmarschall in Dresden
- Detlev Heinrich von Einsiedel (1698–1746), königlich-polnischer und kurfürstlich-sächsischer Kammerherr
- Johann Georg Friedrich von Einsiedel (1730–1811), sächsischer Staatsmann
- Detlev Carl Graf von Einsiedel (1737–1810), Gründer der Kunst- und Glockengießerei Lauchhammer
- Kurt Heinrich von Einsiedel (Generalmajor) (1735–1809), Österreichische Generalmajor[7]
- Friedrich Hildebrand von Einsiedel (1750–1828), Kammerherr und Schriftsteller, Mitglied des Weimarer Musenhofes
- August von Einsiedel (1754–1837), Afrika- und Naturforscher, Philosoph, Angehöriger des Weimarer Freundeskreises
- Curt Hildebrand von Einsiedel (1758–1834), königlich sächsischer Generalmajor der Infanterie, zuletzt Kommandant der Residenz Dresden
- Karl von Einsiedel (1770–1841), sächsischer Diplomat
- Detlev Graf von Einsiedel (1773–1861), Kabinettsminister im Königreich Sachsen (1813–1830)
- Karl Heinrich von Einsiedel (1784–1860), Königlich sächsischer Generalmajor, Ritter des Militär-St.-Heinrichs-Ordens
- Curt Haubold von Einsiedel (1792–1829), sächsischer Offizier
- Haubold von Einsiedel (1792–1867), Rittergutsbesitzer, Abgeordneter und Landrat
- Kurt Heinrich Ernst von Einsiedel (1811–1887), deutscher Pferdezüchter und Autor, MdL, Besitzer der Standesherrschaft Reibersdorf und des Schlosses Milkel
- Clemens von Einsiedel (1817–1892) geehelicht mit Elizabeth Campbell (1823–1906) aus Schottland. Begraben in Kleinwelka. 1854 bis 1882 Besitzer von Gut und Schloss Radibor
- Georg Curt von Einsiedel (1823–1887), sächsischer Beamter, Amtshauptmann und Reichstagsabgeordneter
- Kurt Haubold von Einsiedel (1825–1886), sächsischer Generalleutnant
- Johann Georg von Einsiedel (1848–1931), deutscher Politiker, MdL, Besitzer der Standesherrschaft Reibersdorf
- Wolfgang von Einsiedel (1903–1967), Schriftsteller und Übersetzer
- Horst-Hildebrandt von Einsiedel (1904–1945), deutscher Verwaltungsbeamter
- Horst von Einsiedel (1905–1947), Jurist und Widerstandskämpfer gegen den Nationalsozialismus
- Wittigo Graf von Einsiedel (1919–1980), Rennfahrer
- Heinrich Graf von Einsiedel (1921–2007), deutscher Politiker (PDS), MdB
- Orlando von Einsiedel (* 1980), britischer Dokumentarfilmer

## Weitere Literatur
- Kurt Krebs: Haugold von Einsiedel auf Gnandstein der erste Lutheraner seines Geschlechts. Roßberg, Leipzig 1895. (Digitalisat)
- Andrea Heinig, Jörg Höbald: Auf den Spuren von Detlev Carl Graf von Einsiedel. Chronikauszüge und Lebensbilder, Buchmanufaktur Gesau, Glauchau 2010.
- Britta Günther: Besitzungen der Herren von Einsiedel im Mittleren Erzgebirge. In: Erzgebirgische Heimatblätter, Hrsg. Kulturbund e. V., Landesverband Sachsen, Erzdruck GmbH, Marienberg 2016, H. 2, S. 22–25. ISSN 0232-6078
- Helga Reich: Die Familie von Einsiedel auf Gnandstein im Reformationszeitalter, Sax-Verlag, Beucha 2017.